# Dicranomyia (Dicranomyia) microentmema
Dicranomyia (Dicranomyia) microentmema is een tweevleugelige uit de familie steltmuggen (Limoniidae). De soort komt voor in het Oriëntaals gebied.